# Heteracris minuta
Heteracris minuta är en insektsart som först beskrevs av Boris Petrovich Uvarov 1921.  Heteracris minuta ingår i släktet Heteracris och familjen gräshoppor. Inga underarter finns listade i Catalogue of Life.